# Néstor Fabbri
Néstor Fabbri (29 d'abril de 1968) és un exfutbolista argentí.

## Selecció de l'Argentina
Va formar part de l'equip argentí a la Copa del Món de 1990.